# DeWitt Parshall
DeWitt Parshall (* 2. August 1864 in Buffalo, New York; † 7. Juli 1956 in Santa Barbara, Kalifornien) war ein amerikanischer Maler, der für seine Landschaftsgemälde, insbesondere des Grand Canyon, bekannt ist.

## Leben
Während seiner Schulzeit erlangte er lokale Berühmtheit für seine Karikaturen von Fakultätsmitgliedern und Mitschülern. Nach seinem Abschluss am Hobart College 1885 setzte er seine Ausbildung an der Königlichen Akademie in Dresden fort. Später studierte er in Paris bei Alexander Harrison sowie an der Académie Cormon und der Académie Julian.
In Frankreich erhielt DeWitt Parshall seine ersten Anerkennungen, darunter eine Einladung zur Ausstellung im Pariser Salon 1890, und lernte eine Reihe anderer amerikanischer Künstler kennen, die in Paris studiert hatten. Einer von ihnen, Charles Rollo Peters aus San Francisco, der für seine nächtlichen Landschaften berühmt war, schwärmte DeWitt Parshall von den Schönheiten Kaliforniens vor und ermutigte ihn, den Golden State zu besuchen. Die Annahme eines seiner Gemälde auf der Weltausstellung in Chicago 1892 beschleunigte seine Rückkehr in die USA. DeWitt Parshall war als Tonalist bekannt, der die Orte, die er malte, zwar besuchte, die Bilder aber aus dem Gedächtnis malte, was seinen Werken eine romantische, stimmungsvolle Note verlieh. Der Wendepunkt in seiner künstlerischen Laufbahn war das Jahr 1910, als die Southern Pacific Railroad die erste einer Reihe von Reisen sponserte, um den Grand Canyon zu malen. Diese Landschaftsbilder waren so erfolgreich, dass Parshall in bestimmten Kreisen als der herausragende Künstler dieses Naturwunders galt.
Auf einer dieser Reisen in den Westen besuchte er 1913 den befreundeten Künstler Thomas Moran in Santa Barbara. Vier Jahre später ließ sich Parshall dauerhaft in Santa Barbara nieder und wurde aktives Mitglied der dortigen Künstlerkolonie. Hier erlangte er bis zu seinem Tod im Jahr 1956 internationale Bekanntheit für seine kalifornischen Landschaften und Seestücke.